# Teodor Pop a lui Ioan
.
Teodor Pop a lui Ioam (n. 1889, Săpânța, Maramureș – d. 1923, Sighet, Maramureș) a fost delegat la Marea Adunare Națională de la Alba Iulia din 1 decembrie 1918.

## Date biografice
A studiat la Academia de Drept. Bursier al Asociațiunii pentru cultura poporului român din Maramureș. A luptat ca voluntar în armata română, ulterior devenind polițist al orașului Sighet. .